# La furia di Ercole
Furia lui Hercule (titlu original: La furia di Ercole, cunoscut și caThe Fury of Samson ) este un film italian  din 1962 scris și regizat de Gianfranco Parolini  despre eroul grec Hercule.  Rolurile principale au fost interpretate de actorii Brad Harris ca Hercule, Luisella Boni ca Daria, Serge Gainsbourg ca  Menistus și Alan Steel în rolul lui  Kaldos.

## Prezentare
Hercules discută cu sclava Daria, care îl informează că țara sa a căzut în mâinile tiranului Meniste. Hercules o urmează pe Daria în patria sa, unde descoperă că Meniste înrobește cetățenii orașului și că un grup de rebeli încearcă o insurecție. Meniste se teme de puterea lui Hercule, cu toate acestea o ucide pe Daria. Astfel Hercule se ocupă el însuși de conducerea rebelilor și de distrugerea puterii lui Meniste.

## Trivia
Scena de execuție a  rebelilor este foarte brutală. Tiranul Meniste, după capturarea a trei rebeli, vrea să participe la execuția lor publică. Pedeapsa este "zdrobirea capului sub piciorul elefantului". După ce primii doi sunt executați, Hercule ajunge la timp pentru a-și salva fiul.

## Distribuție
- Brad Harris - Hercule
- Luisella Boni - Daria (ca  Brigitte Corey)
- Mara Berni - Regina Cnidia din Arpad
- Serge Gainsbourg -  Menistus / Meniste
- Alan Steel -  Kaldos
- Carlo Tamberlani - Eridione
- Irena Prosen -  Mila
- Franco Gasparri

## Producție
Filmările au avut loc în Zagreb (Croația). 

## Lansare și primire
A avut încasări de 377.634.620 lire până la 31 martie 1964.